# Хаякари, Минори
Минори Хаякари (яп. 早狩 実紀; род. 29 ноября 1972, Удзи, Киото) — японская легкоатлетка, выступавшая в беге на средние дистанции, стипльчезе, кроссе и марафоне. В 1990—2011 годах — член сборной Японии по лёгкой атлетике. Обладательница бронзовой медали Азиатских игр, чемпионка Азии, многократная чемпионка страны, действующая рекордсменка Японии в стипльчезе, участница летних Олимпийских игр в Пекине.

## Биография
Минори Хаякари родилась 29 ноября 1972 года в Киото, Япония. Училась в старшей школе Киото Явата, затем окончила Университет Досися, получив степень в области предпринимательства.
Занималась лёгкой атлетикой с юных лет, в частности в 1990 году установила национальный рекорд среди учениц старших школ в беге на 3000 метров. Также в 1990 и 1991 годах попадала в десятку сильнейших на юниорских мировых первенствах по кроссу.
Впервые заявила о себе на взрослом международном уровне в сезоне 1991 года, когда вошла в основной состав японской национальной сборной и выступила на домашнем чемпионате мира в Токио, где в дисциплине 3000 метров показала результат 9:14,02, остановившись на предварительном квалификационном этапе.
В 1993 году одержала победу на чемпионате Азии по кроссу в Джакарте.
Будучи студенткой, в 1995 году представляла страну на домашней Универсиаде в Фукуоке, став в беге на 1500 метров шестой.
В 1996 году стала чемпионкой Японии на дистанциях 800 и 1500 метров.
На Восточноазиатских играх 1997 года в Пусане получила серебро и бронзу в дисциплинах 800 и 1500 метров соответственно.
В 1999 году бежала 1500 метров на домашнем чемпионате мира в помещении в Маэбаси, но в финал не вышла.
В 2002 году заняла 51-е место в короткой гонке на чемпионате мира по кроссу в Дублине. Три года спустя показала 36-й результат на аналогичных соревнованиях в Сен-Гальмье.
Начиная с 2005 года специализировалась на стипльчезе, в данной дисциплине выступила на чемпионате мира в Хельсинки — в финале показала результат 9:48,97, расположившись в итоговом протоколе соревнований на 12-й строке.
В 2006 году стала чемпионкой Японии в беге на 3000 метров с препятствиями и затем удерживала это звание в течение пяти лет. Помимо этого, отметилась выступлением на кроссовом чемпионате мира в Фукуоке и на Кубке мира в Афинах.
На домашнем чемпионате мира 2007 года в Осаке сошла с дистанции в ходе предварительного квалификационного этапа.
В июле 2008 года на соревнованиях в Хёсден-Золдере установила ныне действующий национальный рекорд Японии в беге на 3000 метров с препятствиями — 9:33,93. Выполнив олимпийский квалификационный норматив, удостоилась права защищать честь страны на летних Олимпийских играх в Пекине — на предварительном квалификационном этапе программы стипльчеза показала результат 9:49,70 и в финал не вышла.
После пекинской Олимпиады Хаякари осталась действующей спортсменкой и продолжила принимать участие в крупнейших международных стартах. Так, в 2009 году в стипльчезе она выиграла серебряную медаль на Восточноазиатских играх в Гонконге, отметилась выступлением на чемпионате мира в Берлине.
В 2010 году взяла бронзу на Азиатских играх в Гуанчжоу, стартовала на Континентальном кубке IAAF в Сплите.
В 2011 году одержала победу на домашнем чемпионате Азии в Кобе, выступила на чемпионате мира в Тэгу.
Впоследствии часто выступала на различных коммерческих забегах по шоссе в США, пробовала себя в марафоне и полумарафоне, в частности в 2015 году с результатом 2:52:06 одержала победу на Афинском классическом марафоне. Неоднократно участвовала в мастерских соревнованиях по лёгкой атлетике.